# Champ de tir
Ne doit pas être confondu avec stand de tir, champ de manœuvre, terrain d'essai ou camp d'entraînement.
Un champ de tir, parfois appelé polygone de tir, est un espace destiné à l'entrainement à l'usage d'armes à feu pour des militaires et, ou des civils.
Dans le contexte de la chasse, l'expression « champ de tir » désigne aussi des lieux enclos, entretenus en forêt par les forestiers, pour permettre au roi, à sa cour et à ses invités d'y tirer plus facilement des espèces-gibier élevées à leur intention.

## Histoire

### Dans le domaine cynégétique

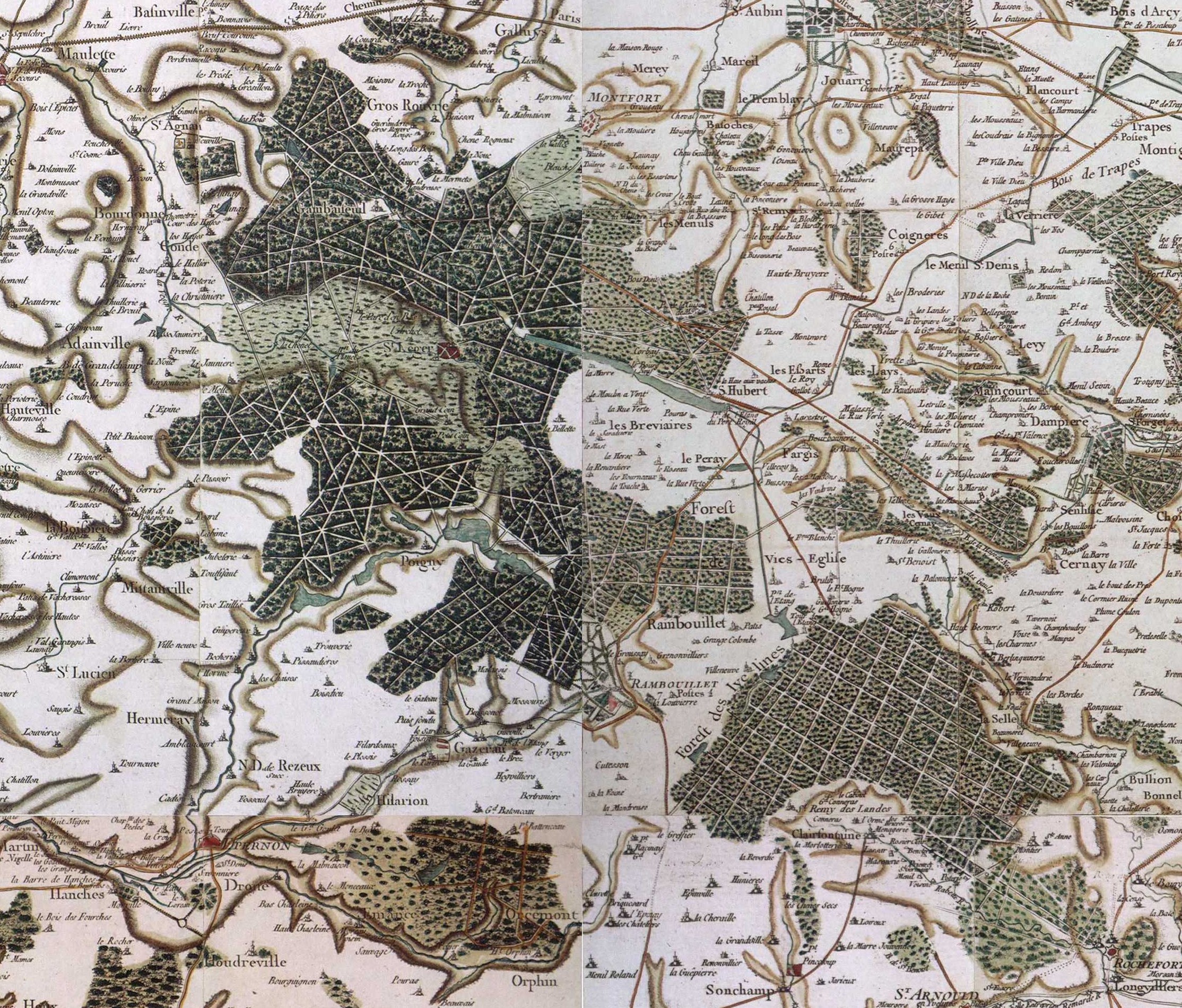
La forêt de Rambouillet (ici à l'époque de Cassini) est l'une des forêts royales aménagées avec des « champs de tirs » pour les besoins des chasses royales, impériales et présidentielles, ce qui a beaucoup contribué à sa fragmentation.

Depuis l'antiquité les empereurs, les rois et la noblesse ont accordé une attention particulière, du temps et de l'argent à l'activité de chasse.
À titre d'exemple, en France, de 1805 à 1830, l’administration des forêts de la Couronne et le service du grand veneur, dépendant de la maison de l'Empereur puis de celle du roi, ont contribué ensemble à développer les chasses à tir pour le roi, l'empereur et leurs invités, « élevant chaque année des milliers de pièces de gibier à plume et aménageant des champs de tir dans toutes les grandes forêts dépendant de la Liste civile, telles que Versailles, Rambouillet, Fontainebleau ou Saint-Germain-en-Laye ».
Sous Louis XVI, les tirés sont des enceintes construites en lisière de forêt ; des fourrés étaient plantés et entretenus pour fixer là des faisans sauvages ou élevés en semi-liberté, puis relâchés plusieurs jours avant les chasses. Les chasseurs disposaient de sentiers dégagés.
L’élevage des faisans a encore cours en forêt de Rambouillet (forêt qui était encore il y a peu réservé aux chasses présidentielles),. C'est selon Charles-Éloi Vial une persistance des traditions monarchiques, même si les infrastructures d’élevage ont évolué depuis les installations créées sous Napoléon Ier par Louis-Alexandre Berthier (1753-1815), maréchal d’Empire et grand veneur de l'empereur,. Les actuels « champs de tir » (ou « tirés ») de Rambouillet ont conservé le tracé dessiné par le comte Alexandre de Girardin (1776-1855), premier veneur du roi Charles X chargé des chasses royales à partir de 1815.
Napoléon Bonaparte, lui-même chasseur, a utilisé ces tirés, devenus sous la Restauration de vastes circuits de plusieurs kilomètres de long utilisés par les derniers Bourbons. De vastes faisanderies élevaient et libéraient chaque année des milliers de faisans et perdrix. De 1805 à 1830, la construction de nouveaux champs de tir de chasse, et leur entretien étaient financés par l’administration des forêts de la Couronne (elle-même sous tutelle de l’intendance de la Liste civile, sous la supervision des capitaines, conservateurs ou inspecteurs des forêts royales). Parfois l’administration des bâtiments de la Couronne apportait aussi des financements.
Les Archives nationales permettent de restituer l'évolution de ces méthodes qui ont encore cours aujourd'hui avec l’Office national des forêts.

### Lieux d'entrainement

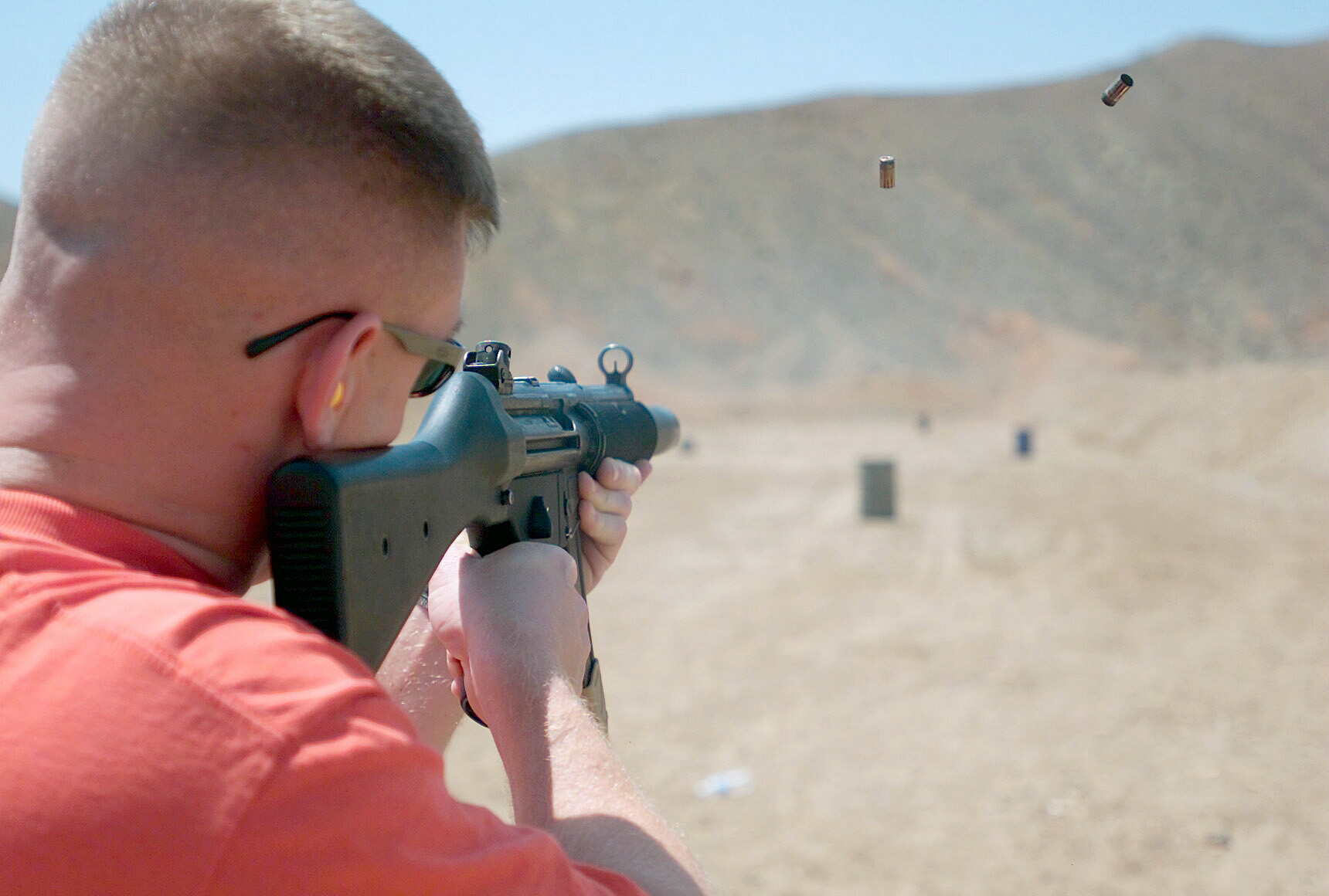
L'entrainement au champ de tir améliore la précision et permet de s'habituer au bruit de l'arme.

Les camps d'entraînement avec « mur-butte » ou « butte de tir » existent depuis plusieurs siècles (elles permettent de limiter le risque d'accident et de récupérer les munitions enfouies dans la butte pour les refondre).
Les champs de tir occasionnaient parfois des accidents et ont été une fréquente source de conflits avec les riverains (par exemple quand certaines communes et routes ou portions de mer étaient régulièrement soumises à des interdictions de circulation) ou avec d'autres autorités que militaires ; par exemple en 1881, le Conseil général du Nord réclame que les travaux de sécurisation de la butte du terrain d’Assevent soient finalisés et que les horaires d’utilisation soient précis et respectés. En 1891, le mur-butte du champ de tir d’Avesnes-sur-Helpe est renforcé, et son pas de tir est creusé dans le sol pour que les tirs ne se fassent plus à hauteur d’homme. Le champ de tir de Ningles est orienté vers la mer pour limiter le risque d’accident, mais en 1907, l’ingénieur civil demande d'allonger la zone dangereuse des tirs à la mer à Boulogne-sur-Mer (déjà longue de 3 500 mètres et large de 600 mètres, il désire la porter à 4 500 mètres pour réduire les risques pour la navigation). La commission mixte s’accorde sur la mise en place d’une bouée à 3 700 mètres, indiquant aux pêcheurs la zone dangereuse, et sur l’interdiction des exercices par temps de brouillard en raison du manque de visibilité.
Plus rarement, elles sont source de conflits d'usages (par exemple en 1892 où selon les archives militaires, la cavalerie éprouve de grandes difficultés à s’entrainer sur le terrain de Saint-Omer (Pas-de-Calais) en raison de l’existence d’une butte de tir placée au milieu même du champ de manœuvres.
Enfin, les champs de tir conservent pour longtemps des séquelles de pollution par le plomb (additionné d'arsenic et d'antimoine dans les munitions pour légèrement le durcir), et éventuellement par le mercure ou l'azoture de plomb des amorces ; Une étude sur la soutenabilité des champs de tir, au canada a montré que les champs de tir aux armes légères des Forces canadiennes sont contaminés par le plomb (Pb), l’antimoine (Sb), le cuivre (Cu) et le zinc (Zn), mais aussi de la nitroglycérine (NG) et du 2,4 dinitrotoluène (DNT) ; on peut aussi trouver de l'arsenic (As), du nickel (Ni) et de l'étain (Sn) issu des munitions et fumées de tir. Une analyse de risques a conclu que les deux métaux posant le plus de problèmes environnementaux sont le Pb et le Cu. La décontamination de tels sites peut être couteuse. 

La dépollution peut s'appuyer sur des méthodes physiques (tri selon taille, densité/gravimétrie et magnétisme, adaptées aux gros éléments et aux métaux ferreux) ou basées sur l'extraction chimique (acides, chélatants, oxydants, etc. plus adaptée à la fraction fine des buttes de tir) ou par les deux ensemble (il est ainsi possible de passer d'une concentration de 142 mg Pb/L de lixiviat sur le sol de butte de tir non-traités à moins de 0,8 mg/L après traitement).

### Dans le domaine militaire
Les champs de tir militaires peuvent être très vastes, ils servent à l'instruction des recrues et à l'entrainement des soldats, parfois à la fois pour les tirs d'artillerie et pour les tirs au fusil de précision ; les plus courts servant aux tirs à l'arme de poing.

### Exemples
- Champ de tir du polygone de Bourges.
- Le Polygone de Vincennes, à l'origine un champ de tir pour l'artillerie[18]
- Le polygone nucléaire de Semipalatinsk, vaste terrain ayant servi aux expérimentations nucléaires soviétiques.

## Dans le domaine civil
Les champs de tir civils sont en général plus courts que ceux des militaires tant pour des raisons financières que pratiques (il est difficile de trouver un terrain pour installer un champ de tir en raison de la densité de population dans les contrées européennes).
Les champs de tir civils accueillent tant les policiers ou autres professionnels désireux de s'entrainer que les simples particuliers pratiquant le tir récréatif.
Des tireurs civils sont parfois acceptés sur un champ de tir militaire[réf. souhaitée], cela leur permet de tirer sur des distances rarement rencontrées dans le civil.

## Instruction au tir
Pour l'instruction des futurs tireurs, il est recommandé que le premier contact avec une arme à feu se fasse avec une arme de faible calibre comme le .22 Long Rifle. Cela permet aux nouveaux de se familiariser avec le bruit de l'arme et d'acquérir les bons réflexes qui leur permettront d'être précis après le passage à une arme de plus fort calibre.

## Sécurité
Il est recommandé de porter le matériel suivant sur un champ de tir :
- Des bouchons ou un casque de protection contre le bruit
- Des lunettes de tir afin de protéger les yeux contre les douilles éjectées.

Quatre règles de sécurité sont également d'application en tout temps sur un champ de tir :
1. Une arme est toujours considérée comme chargée jusqu'à ce que vous soyez personnellement assuré du contraire.
2. Le canon ne doit jamais être dirigé vers une cible que l'on ne veut pas détruire.
3. L'index ne doit être posé sur la détente que lorsque le dispositif de visée est aligné sur la cible.
4. Toujours être sûr de sa cible : le tireur est responsable de chaque coup qu'il lâche.